# Lincoln Park (parque)
Lincoln Park es un parque urbano de Chicago, Illinois, a lo largo del litoral del lago Míchigan. Con una extensión es de 4,9 km²,
es el parque público más grande de Chicago. Este dio nombre a la exitosa banda de Nu Metal Linkin Park.

## Nombre
El parque recibió su nombre en honor al presidente de los Estados Unidos Abraham Lincoln, quien pasó la mayor parte de su vida en el estado de Illinois. Este parque se fundó en el año 1956 en nombre del presidente Lincoln.

## Atracciones
Dispone de 15 campos de béisbol, 6 canchas de baloncesto, 2 campos de softball, 35 pistas de tenis, 163 campos de voleibol, pabellones deportivos y un campo de golf. Incluye varios embarcaderos y playas públicas. Hay también un zoológico, de acceso libre al público durante todo el año. Además es el lugar en el que se inspiró para poner el nombre de la famosa banda Linkin Park.